# Акбай (Аральський район)
Акба́й (каз. Ақбай) — село у складі Аральського району Кизилординської області Казахстану. Адміністративний центр та єдиний населений пункт Акірецького сільського округу.
У радянські часи село називалось Колхоз ХХХ літ Казахстану.
Населення — 809 осіб (2021; 817 у 2009, 778 у 1999, 548 у 1989).